# Фіаско держави
Фіаско держави, тж. провал уряду, фіаско уряду (англ. Government failure), у контексті державного сектора економіки, - це економічна неефективність, спричинена втручанням уряду, якби неефективність не існувала б на справжньому вільному ринку .  Це може розглядатися як полярне явище до фіаско ринку, що є економічною неефективністю, яка є наслідком роботи самого вільного ринку, і потенційно може бути виправлена через державне регулювання. Ідея фіаско держави пов'язана з політичним аргументом про те, що навіть якщо окремі ринки можуть не відповідати стандартним умовам досконалої конкуренції, які необхідні для забезпечення соціальної оптимальності, втручання уряду може погіршити становище, а не покращити його. 
Як й у випадку фіаско ринку, фіаско держави не є невдачею створити певне чи сприятливе рішення, а скоріше проблема, яка перешкоджає ефективному вирішенню. Проблема, яку потрібно вирішити, не повинна бути ринковою невдачею; уряди можуть створювати неефективність, навіть коли можливе ефективне ринкове рішення проблеми. 
Фіаско держави (за визначенням) не відбувається, коли дії уряду створюють переможців та переможених, роблячи одних людей кращими, а інших гіршими, ніж були б без урядового регулювання. Це відбувається лише тоді, коли дії уряду створюють неефективний результат, коли ефективність була б іншою. Визначальною рисою невдач уряду є те, де можна було б краще поправитись (покращення Парето ) в іншому регуляторному середовищі. 
Приклади фіаско держави включають регуляторне захоплення та регуляторний арбітраж . Фіаско держави може виникнути через непередбачувані наслідки втручання уряду або через те, що неефективний результат є більш політично підходящим, ніж поліпшення Парето. Фіаско держави може бути як з боку попиту, так і з боку пропозиції . Невдачі попиту включають проблеми виявлення переваг та нелогічність голосування та колективної поведінки. Фіаско держави з боку пропозиції значною мірою є наслідком проблеми "принципала-агента" . 

## Історія
Словосполучення «фіаско держави» виникло як термін у мистецтві на початку 1960-х років із посиленням інтелектуальної та політичної критики урядових регулювань. Спираючись на передумову, що єдиним законним обґрунтуванням урядового регулювання є фіаско ринку, економісти висунули нові теорії, стверджуючи, що втручання уряду у роботу ринків коштує дорого і має тенденцію до провалу. 
Рональд Коуз (1964 р.) раніше застосував "фіаско уряду" у порівнянні фактичної та ідеальної системи регулювання промисловості : 
Споглядання оптимальної системи може забезпечити методи аналізу, які в іншому випадку були б пропущені, а в певних особливих випадках це може зайти далеко до пошуку рішення. Але загалом його вплив був згубним. Вона спрямовувала увагу економістів від головного питання, а саме - як реально працюватимуть альтернативні домовленості. Це спонукало економістів до висновків економічної політики з вивчення конспекту ринкової ситуації. Не випадково в літературі ... ми знаходимо категорію "фіаско ринку", але немає категорії "фіаско держави". Поки ми не усвідомимо, що обираємо між соціальними домовленостями, які є більш-менш невдалими, ми, швидше за все, не зробимо просування вперед.
Роланд Маккін (Roland McKean) вжив цей термін у 1965 році, щоб запропонувати поняття для обмеження урядом дії невидимої руки .  Більш формальний та загальний аналіз відбувся  у таких сферах, як економіка розвитку,  екологічна економіка,  політологія,  політична економія,  теорія суспільного вибору,  та економіка трансакційних витрат . 

## Приклади

### Економічна витіснення
Витіснення є витісненням інвестицій приватного сектора шляхом підвищення процентних ставок, коли уряд розширює свої запозичення для фінансування збільшення витрат або зниження податків понад доходів. Кажуть, що державні витрати також витісняють приватні витрати фізичних осіб. 

### Регулювання
Регулюючий арбітраж - це регульована установа, яка користується різницею між її реальним (або економічним) ризиком та регуляторним становищем.  
Захоплення регуляторними органами - це кооперація регулюючих органів з боку членів або всієї регульованої галузі. Пошук ренти та раціональне незнання - це два механізми, які дозволяють це зробити. 
Регулюючий ризик - це ризик, з яким стикаються фірми приватного сектора, що зміни в регуляції зашкодять їхньому бізнесу. 
У 2013 році Олександр Гамільтон (Alexander Hamilton) з Інституту Світового банку стверджував, що пошук ренти позитивно співвідноситься з розмірами уряду навіть у стабільних демократіях з високим рівнем доходу, надійними механізмами верховенства закону, прозорістю та свободою ЗМІ. 

## Причини фіаско держави
К. Р. Макконнелл і С. Л. Брю виділяють такі причини неефективності державного сектора:
- ефект особистих інтересів - прийняття державних рішень і розподіл ресурсів в економіці державним органом в інтересах невеликих груп на шкоду інтересам суспільства в цілому;
- пошук ренти - прагнення домогтися за допомогою державних органів передачі доходу (ресурсів) за рахунок суспільства або третіх осіб на свою користь;
- явні вигоди і приховані витрати - політики будуть намагатися підтримувати проекти з негайними відчутними вигодами з метою переобрання на наступний термін, а також проекти, витрати яких приховані або відкладені завдяки дефіцитному фінансуванню;
- обмеження і відсутність вибору - виборці голосують за пакет програм за існуючої потреби тільки в чомусь одному, очевидним є неефективний перерозподіл і виробництво державних послуг і товарів;
- неефективна бюрократія - у державних службовців менше стимулів працювати ефективно, ніж у тих, хто працює в приватних фірмах.

## Дивись також
- Етатизм
- Неспроможна держава
- Ринкова економіка
- Соціальний інтервенціоналізм
- Теорія стаціонарного (осілого) бандита
- Фіаско ринку
- Я, Олівець